# 賈運
賈運（1472年—？年），字會期，號静斋，直隶保定府束鹿縣人，民籍。

## 生平
治《書經》，行二，由國子生中式順天府鄉試第五十六名舉人，年三十七歲中式正德三年（1508年）戊辰科會試第一百九十三名，第三甲第二百二十三名進士。四年闰九月选授南京广东道监察御史，出守庆阳府，官至陕西按察司副使，兵备西宁。

## 家族
曾祖賈宽。祖父賈忠，義官。父賈瓉。母高氏；继母范氏。具庆下。兄賈道，字會稽，號朴菴，正德甲戌進士；弟賈造、賈途。